# Manuel Casabianca
Manuel Casabianca Welsares (La Guajira, 17 de junio de 1840 -  Bogotá, 27 de mayo de 1901) fue un militar y político colombiano de ascendencia italiana.

## Biografía
Nació a bordo de un barco que de Venezuela navegaba hacia Nueva Orleans, a donde su padre, quería llegar para contribuir a la independencia de Norteamérica. Hijo de una venezolana de origen alemán Nicomedes Welsares, a quien no llegó a conocer ya que ella murió minutos después del alumbramiento y del médico genovés Agustín Casabianca.
Su familia se establece en La Guajira y luego se traslada a Cúcuta, donde Manuel crece y se enrola en las tropas conservadoras del General Leonardo Canal quien dirigió a un Ejército Conservador que estaba en desacuerdo con el anuncio del presidente del Estado de Santander Vicente Herrera de separar ese Estado, unirlo al territorio del Táchira y y llamarlo "República del Zulia".
Es apresado y enviado a Bogotá en 1860, en libertad conoce al patricio conservador tolimense Francisco Caicedo Jurado, quien lo lleva a trabajar en sus propiedades de Purificación (Tolima). Contrajo matrimonio con la chaparraluna Laura Castro. 
Después de la guerra civil de 1876 - 1877, Casabianca ejerció el oficio de inspector de navegación fluvial del río Magdalena en los barcos del empresario cubano Francisco J. Cisneros. Pero detrás del cargo, hacía amistad con comerciantes y viajeros, de quienes recibía información sobre los movimientos de los liberales.
Desde un café, ubicado debajo de un puente en Honda(Tolima), buscaba a su contacto, quien enviaba de inmediato la información a Bogotá para conjurar oportunamente la acción de los contrarios liberales. En ese oficio duró varios años. Participa en la guerra civil de 1884-1885.
En 1885, Casabianca es llamado por el segundo gobierno de Rafael Núñez, ascendido a general de división y nombrado jefe militar y civil del Tolima, siendo el primer gobernador de Tolima. 
Luego el Gobierno de Miguel Antonio Caro lo nombró comandante del Ejército Nacional en la Guerra Civil de 1895.
Durante la Guerra de los Mil Días, es llamado a combatir los ejércitos de los generales Rafael Uribe Uribe, Foción Soto y Gabriel Vargas Santos. Nombrado ministro de Guerra en 1900, en el gobierno de Manuel Antonio Sanclemente es enviado a la costa Caribe a enfrentar y posteriormente enviado a Santander dónde reorganizó el ejército y posteriormente derrotó a los liberales junto a Próspero Pinzón en la batalla de Palonegro.
Finalmente es enviado a Venezuela para mediar ante el presidente, General Cipriano Castro para que cesara el apoyo a las tropas liberales.
Murió en Bogotá de una angina mientras dormía, fue sepultado en el Cementerio Central de Bogotá.

## Homenajes
Casabianca en el departamento del Tolima lleva su apellido como homenaje.

## Familia
Su hijo Abel Casabianca, fue gobernador de Tolima en 1920. Su hija Lola se casó en Bogotá con Alberto Dupuy.